# Николенков (хутор)
Николенков — хутор в Калачеевском районе Воронежской области.
Входит в состав городского поселения Калач.

## География

### Улицы
- ул. Загородная,
- пер. Загородный.